# Palazzo Gioeni

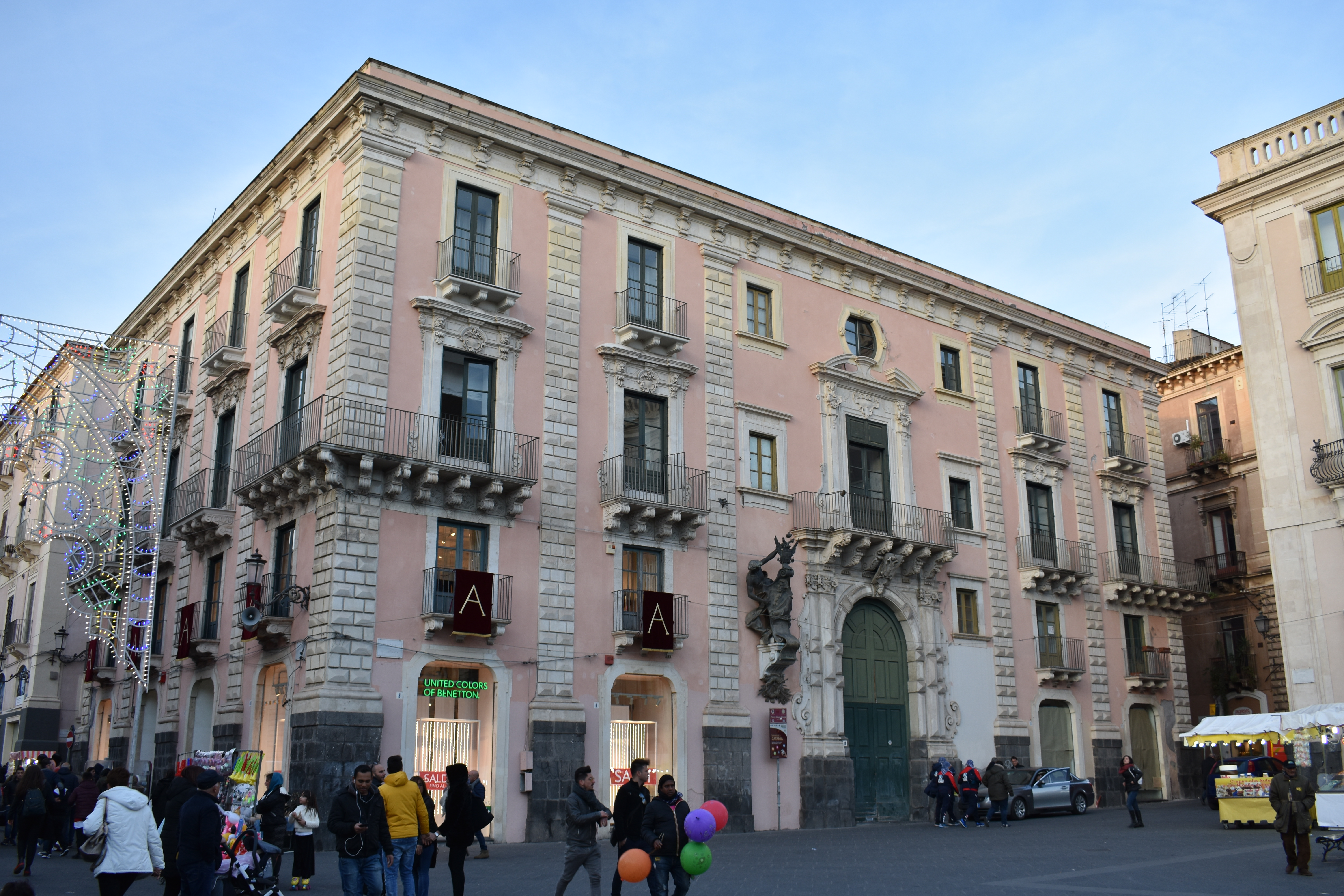
Palazzo Gioeni d'Angiò (18e eeuw) in Catania, Italië

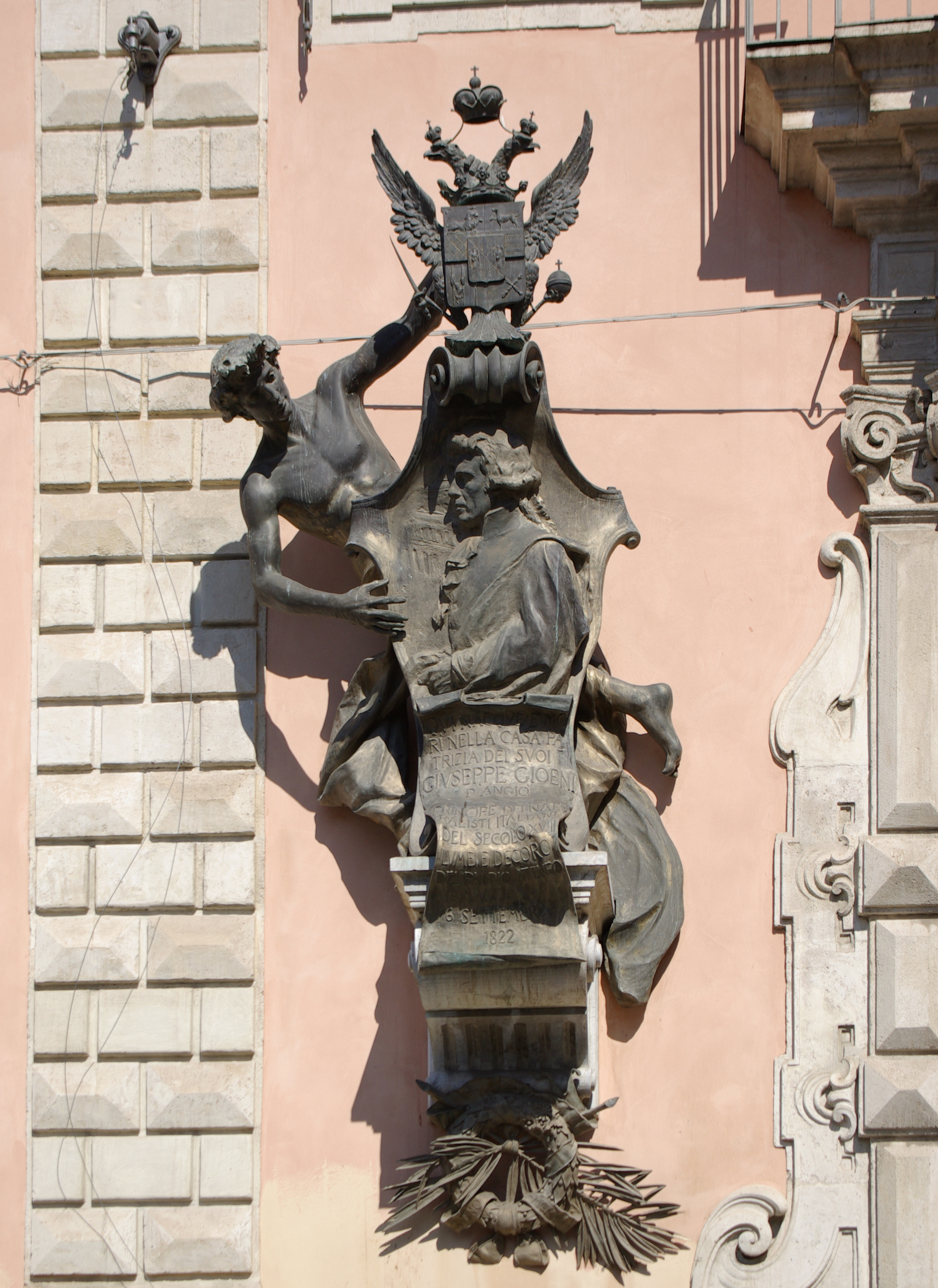
Gevelbeeld van Giuseppe Gioeni d'Angiò, hoogleraar

Het Palazzo Gioeni d'Angiò staat in de Siciliaanse stad Catania, aan het plein genaamd Piazza dell’Università. Het staat op de hoek van de Via Etnea met dit plein.
Het is gebouwd als stadspaleis voor de adellijke familie Gioeni d’Angiò van wie de stamboom teruggaat tot het Koninklijk Huis Anjou-Sicilië. De naam Angiò is het Italiaans voor Anjou.

## Beschrijving
Het stadspaleis telt vier verdiepingen. De derde verdieping is de piano nobile (verdieping der edelen) of de bel-etage. Het gebouw is gemaakt uit lavasteen, behalve de monumentale ingang die uit witte zandsteen is gemaakt. De ingangspoort is twee verdiepingen hoog. Verschillende putti versieren de voorgevel, die staat aan de Piazza dell’Università.
De stijl van het Palazzo Gioeni is Siciliaanse barok, zoals andere paleizen langsheen de Via Etnea.
Aan de voorgevel hangt een bronzen borstbeeld die professor Giuseppe Gioeni d’Angiò (1743-1822) voorstelt, zoon van de bouwheer. Zijn afbeelding wordt gedragen door een halfnaakte man die bovendien het wapenschild van de familie Gioeni d’Angiò in de hoogte steekt. Dit bronswerk is van de hand van Mario Rutelli (1859-1941) en is in 1920 aan de voorgevel aangebracht.

## Historiek
Na de aardbeving van 1693 werd de stad Catania heropgebouwd. Zoals andere barokke paleizen is het Palazzo Gioeni ontworpen door architect Giovanni Battista Vaccarini. De opdrachtgever was hertog Giuseppe Gioeni d’Angiò. In 1743 was het stadspaleis klaar. Het was een trefplaats voor wetenschappers en schrijvers. Zo verbleef er eind 18e eeuw Johann Wolfgang von Goethe tijdens zijn reis doorheen Italië. De zoon van de bouwheer droeg dezelfde naam (1743-1822); hij werd benoemd tot hoogleraar natuurwetenschappen omwille van zijn vulkanologisch onderzoek op de Etna. Professor Gioeni d’Angiò dweepte met het Napoleontisch bestuur op Sicilië en in Napels, wat hem na de val van Napoleon (1815) kwalijk genomen werd door het Bourbonregime. Niettemin stichtten medestanders van hem, na zijn overlijden in 1822, een wetenschappelijke vereniging die zijn naam draagt: de Accademia Gioenia di Catania.
In de loop van de 20e eeuw kwam het Palazzo Gioeni in handen van de universiteit van Catania. Deze liet in de jaren 1960 een grondige renovatie doorvoeren. Het gelijkvloers is sindsdien een winkelcentrum. In de rest van het palazzo zijn kantoren van de universiteit gehuisvest, met inbegrip van de wetenschappelijke stichting Accademia Gioenia di Catania.